# Eaglemast

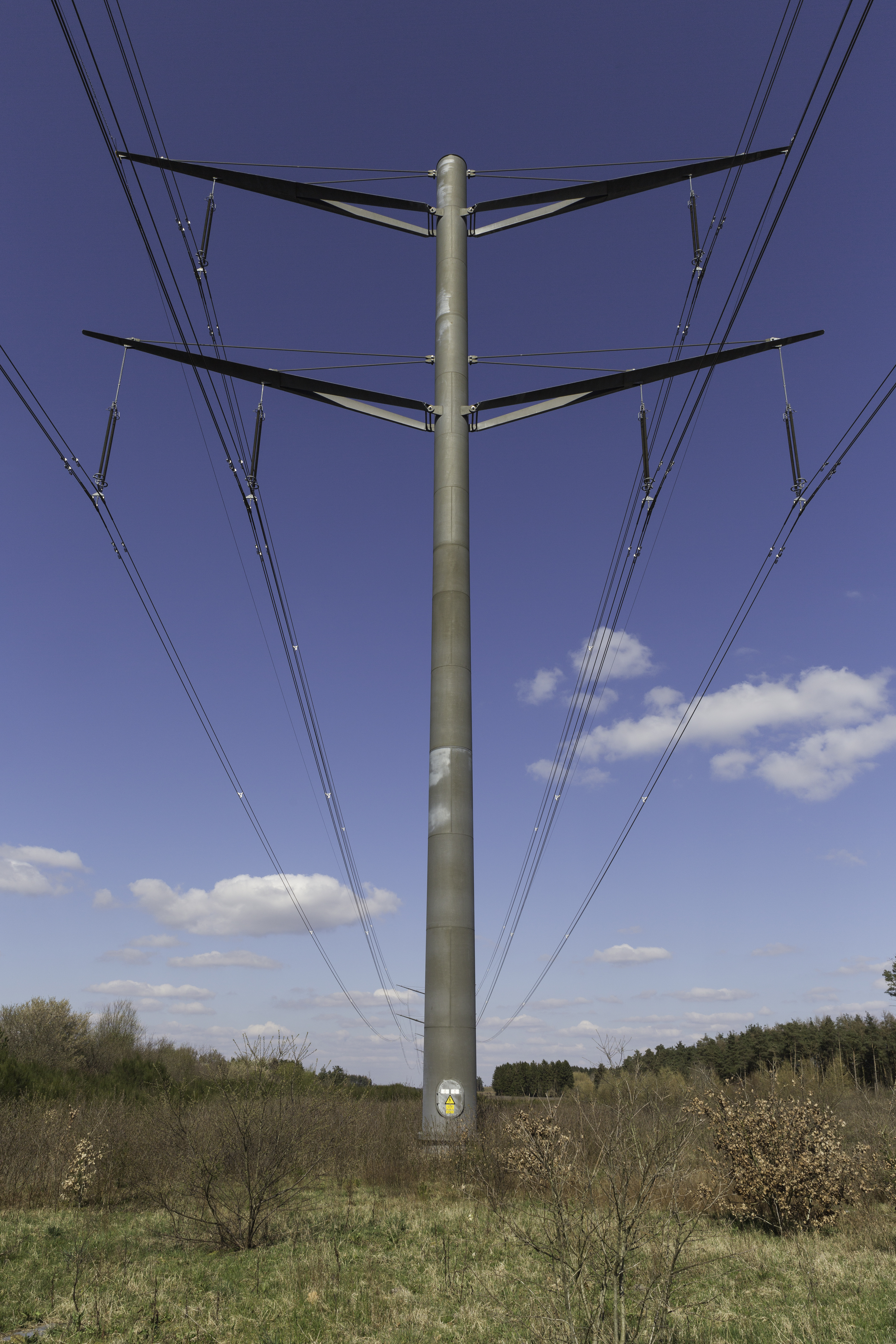
Een van de 530 Eaglemasten van de hoogspanningslijn Kassø - Tjele.

De Eaglemast is een Deens type hoogspanningsmast die gebruikt wordt voor hoogspanningslijnen van 400 kV.
Het is een donaumast die is uitgevoerd als buismast. De paal is cilindrisch, en is gemaakt van thermisch verzinkt staal. De fundering is van gewapend beton. De mast heeft een hoogte van ongeveer 45 meter en is ongeveer 31 meter breed. Het is een ontwerp van het Deense architectenbureau Bystrup, dat ook de Britse T-pylon ontworpen heeft. Er werden in 2010 twee prototypes gebouwd nabij een onderstation bij Landerupgård in het noordoosten van de gemeente Kolding. De ene had een mast van cortenstaal, met een roestbruin uiterlijk, de andere van gegalvaniseerd staal. Omwonenden en landeigenaren konden gaan kijken en hun visie en voorkeur kenbaar maken. De mast is makkelijker te maken dan een Wintrack omdat de buis niet conisch is.
De mast is voorzien van bliksemdraden om hem tegen blikseminslag te beschermen. In de bliksemdraden zijn glasvezelkabels geïntegreerd, die kunnen worden gebruikt voor monitoring en communicatie.
Het masttype wordt in Jutland gebruikt op twee trajecten:
- de hoogspanningslijn Kassø - Tjele, die langs de Jutlandse heuvelrug en tot Tjele loopt
- de hoogspanningslijn tussen Aabenraa en Viborg.

## Foto's

Eaglemasten
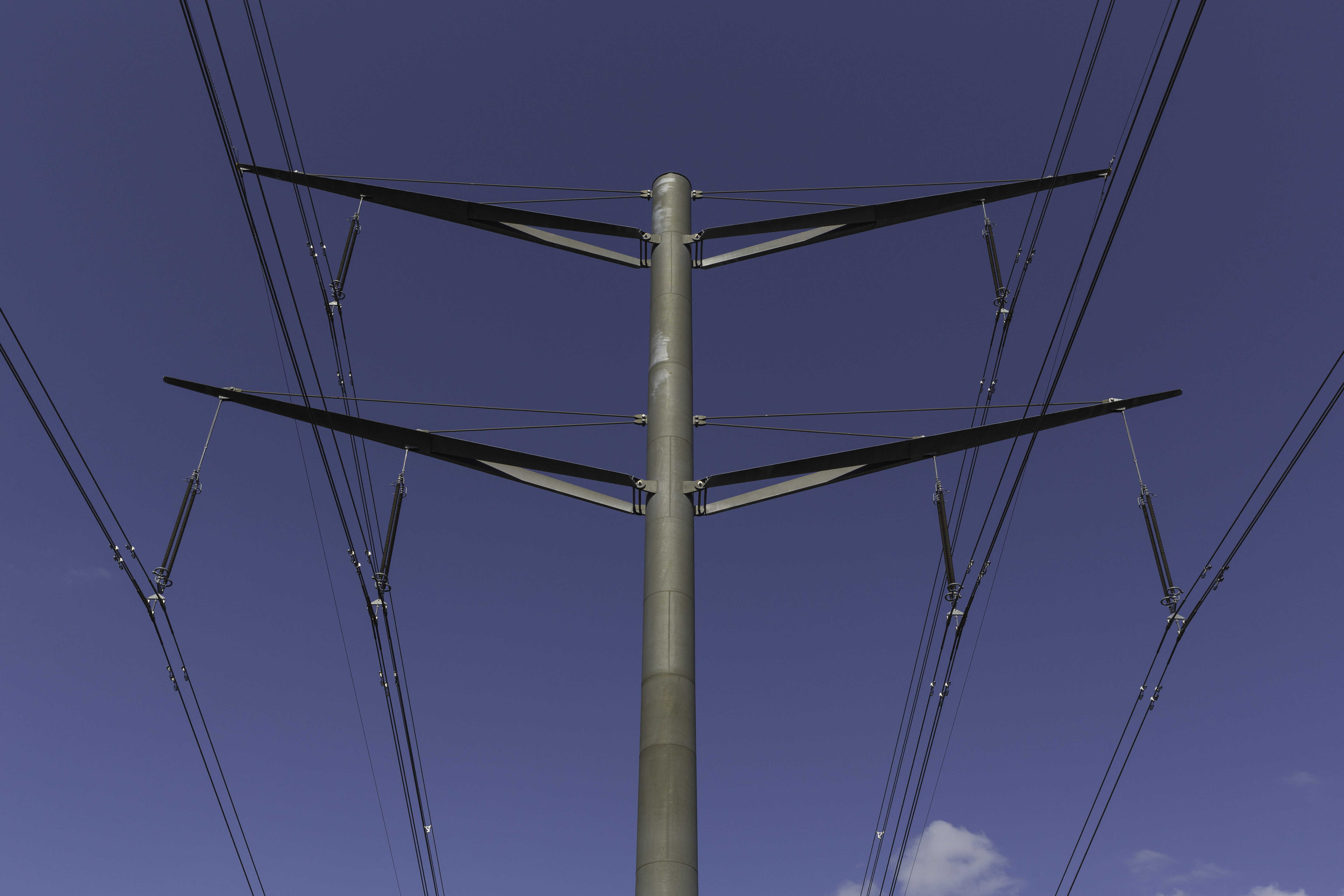
De kop van een Eaglemast
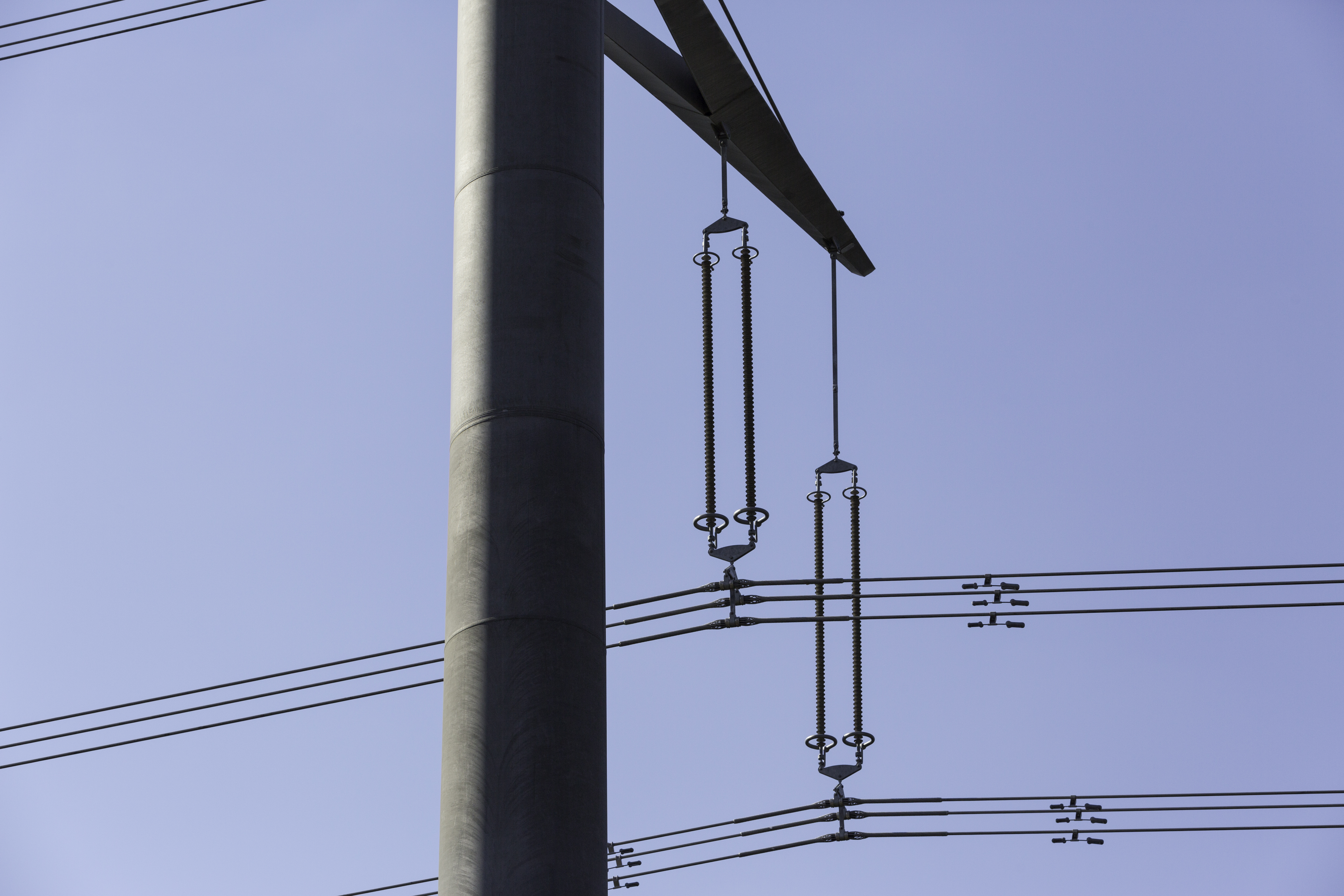
Detail van de ophanging van de geleiders
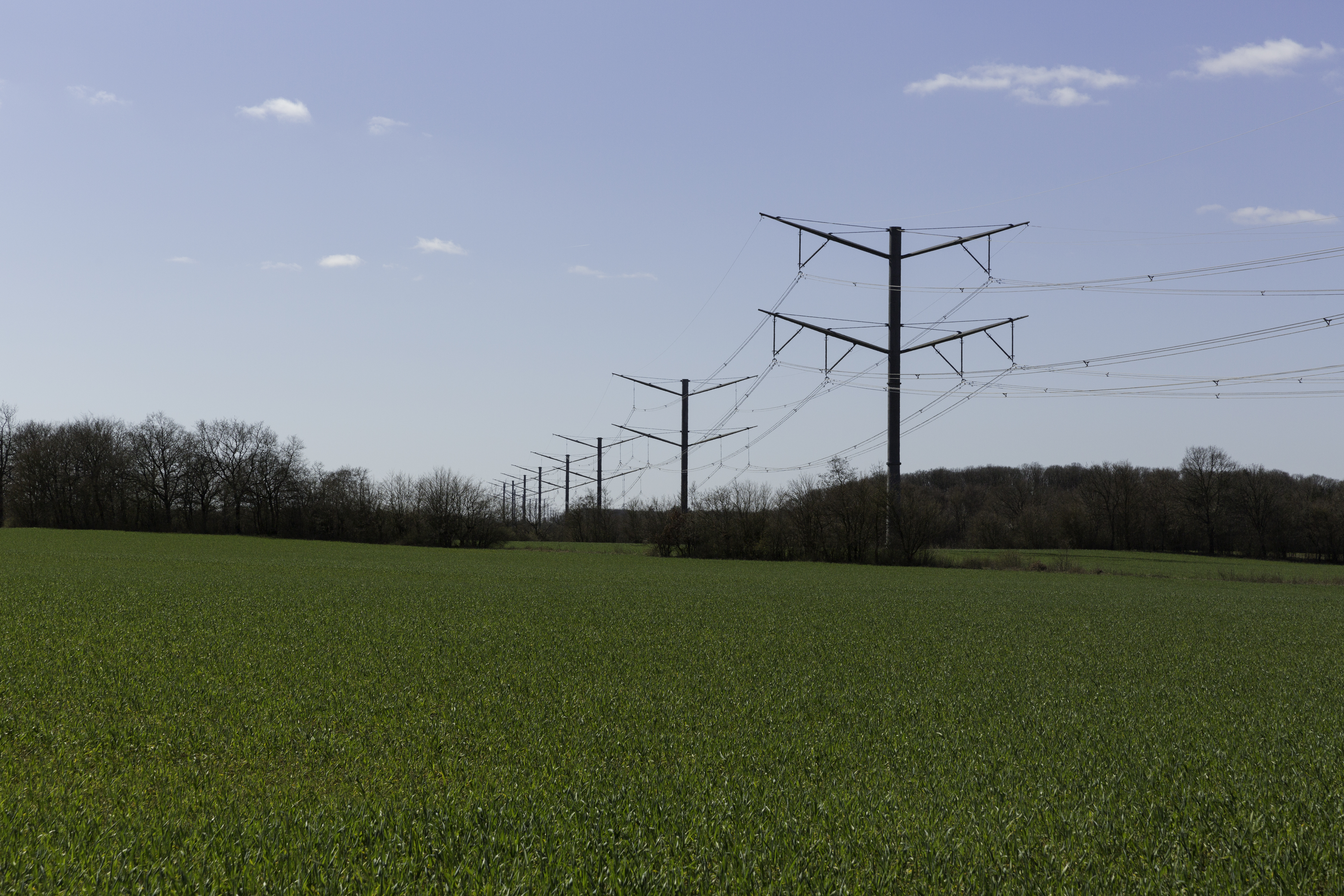
Een rij Eaglemasten

Draadslachtoffers - Driefasespanning - Dwarsregeltransformator - Elektriciteitscentrale - Hoogspanningsleiding - Hoogspanningsnet - Kortsluitingen in hoog- en laagspanningsnetten - Netbeheerder - Onderstation - Scheidingsschakelaar - Vermogenschakelaar - Vermogenstransformatorwikkeling - Vermogenstransformator